# La vita privata di Henry Orient
La vita privata di Henry Orient è un film del 1964 diretto da George Roy Hill, tratto da un romanzo di Nora Johnson.
Fu presentato in concorso al 17º Festival di Cannes e candidato come miglior film commedia o musicale ai Golden Globe 1965.

## Trama

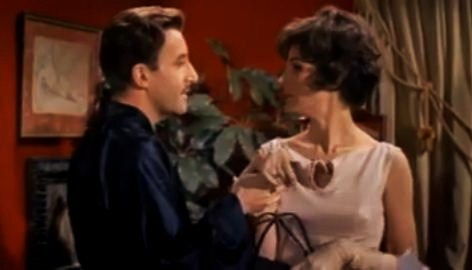
Un'immagine tratta dal trailer

Henry Orient è un pianista di successo. Ha una relazione con Stella, una donna sposata che teme di essere scoperta dal marito. La vita di Orient cambia quando due ragazzine, Valeria Boyd e Marian Gilbert, sue ammiratrici, cominciano a stargli intorno. La prima è figlia di Isabel e Frank Boyd, coppia in crisi a causa dei continui tradimenti della moglie, mentre Marian vive con la madre e un'amica. Le due pestifere ragazzine seguono il pianista ovunque, rovinandogli vita e carriera.

## Produzione
Tratto dal romanzo The World of Henry Orient di Nora Johnson (1933-2017), figlia del regista Nunally Johnson (co-autore della sceneggiatura), pubblicato per la prima volta nel 1956 ed ispirato dalle sue esperienze alla Brearley School. La figura del protagonista si ispira al pianista Oscar Levant (1906-1972).
Le riprese del film avvennero interamente a New York, a Manhattan tra giugno e ottobre 1963.
Molti attori vennero presi in considerazione per il ruolo del protagonista: fra questi, Rex Harrison, Robert Preston, Tony Randall, David Wayne, Gig Young e Dick Van Dyke. Per le parti femminili di Val e di Gil si contano almeno una ventina di attrici, fra cui Patty Duke, Lauren Goodwin, Sue Lyon, Portland Mason e Hayley Mills.
Peter Sellers cambiò il suo generico accento europeo con uno tipico di Brooklyn: questo suo accento newyorkese non era altro che un'imitazione della voce di Stanley Kubrick, regista che aveva diretto Sellers in Lolita (1962) e Il dottor Stranamore (1964).
Fu la prima volta che Elmer Bernstein realizzò la colonna sonora per una commedia.
Nel 1967, una versione musicale "Henry, Sweet Henry" andò in scena a Broadway; come per il film, la regia fu di George Roy Hill.
Tom Bosley ritornò sullo schermo accanto a Angela Lansbury, come lo sceriffo Amos Tupper in La signora in giallo (1984).

## Distribuzione
La prima del film avvenne alla Radio City Music Hall di New York il 19 marzo 1964; venne quindi distribuito nelle sale cinematografiche qualche giorno dopo. La pellicola venne anche presentata al Cannes Film Festival nel maggio 1964. In Italia venne distribuito al cinema nel giugno 1965.